# 曹昌祺
曹昌祺（1932年5月15日—），男，安徽安庆人，中国理论物理学家、物理教育家，曾任北京大学教授，中国物理学会理事。